# Thromidia
Thromidia is een geslacht van zeesterren uit de familie Mithrodiidae.

## Soorten
- Thromidia brycei Marsh, 2009
- Thromidia catalai Pope & Rowe, 1977
- Thromidia gigas (Mortensen, 1935)
- Thromidia seychellesensis Pope & Rowe, 1977